# Mozzarella
Mozzarella er flere italienske friskoste:
- mozzarella di latte di bufala er lavet af upasteuriseret bøffelmælk
- mozzarella di bufala campana er lavet af vandbøffelmælk fra den italienske provins Campania
- mozzarella fior di latte er lavet af frisk pasteuriseret eller upasteuriseret komælk

mozzarella lavet af mælkeblandinger.
Frisk mozzarella serveres normalt den dag det er fremstillet, da den ikke kan holde mere end 12-24 timer. Mozzarella bruges til pizza, lasagne og sammen med basilikum og tomater i skiver i capresesalat.

## Næringsstoffer
Næringsstoffer i 100g mozzarella:
| Kalorier             | 300    |
| Protein              | 22 g   |
| Fedt                 | 22 g   |
| Kulhydrat            | 2,2 g  |
| Totalt sukkerindhold | 1,0 g  |
| Calcium, Ca          | 500 mg |
| Fosfor, P            | 350 mg |
| Kalium, K            | 76 mg  |
| Natrium, Na          | 630 mg |